# 森田治男
森田 治男（もりた はるお、1967年9月 - ）は、日本の防衛官僚。

## 人物
東京都出身。筑波大学附属高等学校を経て、東京大学経済学部卒業。

## 略歴
出典:
- 1990年　防衛庁入庁　経理局会計課
- 2008年　防衛政策局国際政策課国際安全保障政策室長
- 2009年　沖縄防衛局企画部長
- 2012年　大臣官房文書課法令審査官
- 2013年　地方協力局沖縄調整官
- 2016年　地方協力局地方協力企画課長
- 2018年　大臣官房審議官
- 2019年　中国四国防衛局長
- 2021年　内閣衛星情報センター管理部長
- 2024年　防衛省地方協力局次長
- 2025年　地方協力局長